# Урош Дрезгич
Урош Дрезгич (серб. Урош Дрезгић, нар. 4 жовтня 2002, Шабаць, Сербія) — сербський футболіст, захисник російського клубу «Рубін» (Казань).

## Ігрова кар'єра

### Клубна
Урош Дрезгич починав займатися футболом в академії столичного клубу ОФК. Пізніше він приєднався до молодіжної команди клубу «Чукарички». 6 червня 2020 року футболіст дебютував у першій команді в чемпіонаті Сербії.
Перед початком сезону 2023/24 Дрезгич перейшов до російського «Рубіну» з Казані.

### Збірна
З 2018 року Урош Дрезгич виступав за юнацькі збірні Сербії різних вікових категорій. З 2021 року він захищав кольори молодіжної збірної Сербії.